# Praça Montholon

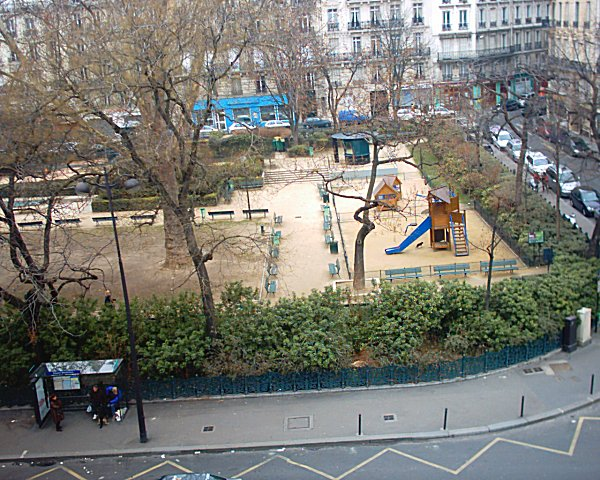
Vista da praça do quinto andar do Hotel Montholon no inverno.

A Praça Montholon é uma praça localizada no 9º arrondissement de Paris, França.
A construção da praça de 4571m² começou em 1862, custando 160,000 francos, na mesma época da construção da Rua Lafayette, e foi inaugurada em 1863.
A praça contém dois terraços e é cercada por uma cerca estilo Louis-Philippe. O jardim central é lar de duas árvores bicentenárias de 30m de altura, bem como um grupo de estátuas de mármore de Julien Lorieux dedicado às jovens mulheres que trabalhavam na praça.
Uma fonte com uma escultura em bronze, "O Urso, a Águia e o Abutre", foi removida e derretida em 1941 ou 1942, durante a ocupação nazista da França.

## References
1. ↑  http://equipement.paris.fr/square-montholon-2469
2. ↑  http://www.messynessychic.com/2016/01/07/where-the-statues-of-paris-were-sent-to-die/